# توبی اسمیت
توبی اسمیت (به انگلیسی: Tobie Smith) (زادهٔ ۲۳ اکتبر ۱۹۷۳) شناگر اهل ایالات متحده آمریکا است.